# Stefan Zawodziński
Stefan Zawodziński (ur. 18 lutego 1928 w Ławach, zm. 1 sierpnia 2012 w Warszawie) – polski rolnik i polityk, poseł na Sejm PRL VII kadencji.

## Życiorys
Syn Antoniego i Józefy. W lutym 1945 wstąpił do Związku Młodzieży Wiejskiej RP „Wici”, z którym w 1948 przystąpił do Związku Młodzieży Polskiej. W 1951 został członkiem Polskiej Zjednoczonej Partii Robotniczej.
W latach 1945–1950 uzupełniał w Łodzi wykształcenie podstawowe i średnie. W 1950 wyjechał studiować na Wydziale Chemii Rolnej Instytutu Rolniczego w Charkowie. Wykształcenie wyższe uzyskał w 1955. Po powrocie do Polski, ze względu nakaz pracy zatrudniony został w Białymstoku, gdzie pracował w latach 1955–1958 jako starszy agrochemik w Stacji Chemiczno-Rolniczej. W okresie 1958–1960 pełnił funkcję zastępcy kierownika w Wojewódzkim Rolniczym Ośrodku Naukowo-Doświadczalnym w Białymstoku. W latach 1960–1969 był dyrektorem w Wojewódzkim Przedsiębiorstwie Obrotu Nasionami „Centrala Nasienna”, a od 1969 do 1972 kierownikiem Wydziału Rolnictwa i Leśnictwa w prezydium Wojewódzkiej Rady Narodowej w Białymstoku. Od listopada 1972 do maja 1975 pełnił funkcję sekretarza rolnego Komitetu Wojewódzkiego PZPR w Białymstoku, od czerwca 1975 do lutego 1978 I sekretarza KW PZPR w Łomży (i szefa tamtejszej WRN). Na VII Zjeździe PZPR w grudniu 1975 wybrany na zastępcę członka Komitetu Centralnego PZPR (do 1980). Od października 1980 do kwietnia 1983 I sekretarza KW w Białymstoku. W latach 1983–1986 ponownie był zastępcą członka Komitetu Centralnego PZPR i kierownikiem Wydziału Rolnego KC.
W 1976 uzyskał mandat posła na Sejm PRL w okręgu Łomża. Zasiadał w Komisji Mandatowo-Regulaminowej.
Pochowany na Cmentarzu Wojskowym na Powązkach (kwatera AIII kol.-6-8).

## Odznaczenia
- Krzyż Kawalerski Orderu Odrodzenia Polski
- Order Sztandaru Pracy I klasy (Niemcy Wschodnie, 1986)[5]